# Rustam Achmietow
Rustam Fachimowycz Achmietow (ukr. Рустам Фагімович Ахметов, ur. 17 maja 1950 w Żytomierzu) – ukraiński lekkoatleta występujący w barwach Związku Radzieckiego, skoczek wzwyż, medalista mistrzostw Europy w 1971.
Zdobył brązowy medal w skoku wzwyż na europejskich igrzyskach juniorów w 1968 w Lipsku.
Na mistrzostwach Europy w 1971 w Helsinkach zdobył brązowy medal, przegrywając jedynie ze swym kolegą z reprezentacji Kęstutisem Šapką i Csabą Dosą z Rumunii. Wszyscy medaliści osiągnęli ten sam rezultat 2,20 m. Zajął 8. miejsce na igrzyskach olimpijskich w 1972 w Monachium. Na halowych mistrzostwach Europy w 1973 w Rotterdamie zajął 18. miejsce.
Był mistrzem ZSRR w skoku wzwyż w 1971. Jego rekord życiowy wynosił 2,23 m (ustanowiony 18 lipca 1971 w Moskwie).
Ukończył Kijowski Państwowy Instytut Wychowania Fizycznego. Pracuje w Żytomierskim Uniwersytecie Państwowym im. Iwana Franki, gdzie kieruje katedrą teorii i metodyki wychowania fizycznego. W 1980 uzyskał stopień kandydata nauk, a w 2006 doktora nauk. Zajmuje się m.in. kwestią zwiększania wzrostu w wieku młodzieńczym.